# Super Hexagon
Super Hexagon ist ein von Terry Cavanagh, dem Entwickler des Spiels VVVVVV, entwickeltes Action-Computerspiel. Die Musik des Spiels wurde von Chipzel erstellt. Kennzeichen des Spiels sind die hohe Herausforderungsstufe, sowie die minimalistische Umsetzung in einem retro-artigen Arcade-Stil und Chiptune Musik. Im September 2012 wurde das Spiel zunächst für iOS veröffentlicht, drei Monate darauf folgten Versionen für Windows und Mac auf Steam. Im Januar 2013 folgten Fassungen für Linux auf Steam und darauf folgend für Android im Rahmen des Humble Bundle with Android 5.

## Spielprinzip
Das Ziel des Spiels ist es, ein kleines Dreieck um ein zentrales Sechseck (Hexagon) zu rotieren, um den Kontakt mit herannahenden Mauern zu vermeiden. Wird eine solche Mauer berührt, ist der aktuelle Spielversuch verloren. Ein Timer zählt die Dauer eines Versuchs, und die höchste in einem Level erreichte Spieldauer ist der Highscore. Super Hexagon umfasst zu Beginn drei Level mit aufsteigender Schwierigkeit. Schafft der Spieler es mindestens 60 Sekunden in einem Level zu überleben, gilt das Level als geschafft und es wird eine schwierigere Fassung des Levels freigeschaltet, die durch das Präfix „Hyper“ gekennzeichnet wird. Somit existieren insgesamt sechs Level. Formell endet das Spiel mit dem Erreichen von 60 Sekunden im letzten Level.

## Rezeption

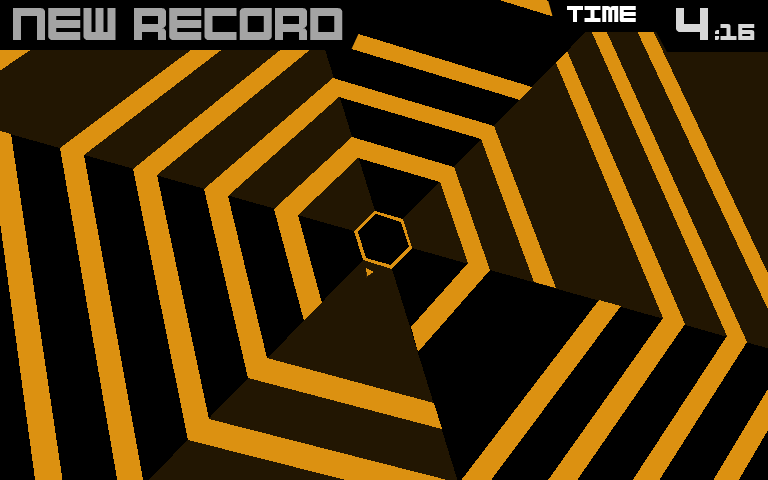
Super Hexagon – PC

Die Kritik bewertete das Spiel überwiegend positiv. Super Hexagon erreicht auf der Rezensionsaggregator-Website Metacritic 86 % Prozentpunkte. Außerdem erlangte das Spiel den zweiten Platz in der Kategorie „Spiel des Jahres“ in der Bestenliste 2012 von Apples App Store. Weiterhin gehört es zu den Finalisten des fünfzehnten Independent Games Festivals 2013 in der Kategorie „Excellence in Design“ und erhielt eine „Honorable Mention“ für den im Rahmen des Festivals verliehenen Seumas McNally Grand Prize. Die Reviewseite IGN vergab 9,0/10 Punkte an das Spiel und schrieb, Super Hexagon sei ein „geschickt mit monströser Schwierigkeit kombiniertes Kunstwerk“ und sei weiterhin „hypnotisierend und suchterzeugend“. Kritisch bewertete IGN einzig die für das Spiel nötige Reaktionsgeschwindigkeit und Konzentrationsfähigkeit. Auch die Zeitschrift PC Gamer lobte das Spiel und vergab 90 von 100 möglichen Punkten. Als negativer Aspekt wurde die mögliche Kurzweiligkeit des Spiels genannt. In ähnlich lobender Weise äußerte sich die Zeitschrift EDGE, die neun von zehn Punkten vergab und das Spiel als „Meisterwerk“ des Entwicklers bezeichnete.